# Kieler Gesellschaft für Filmmusikforschung
Die Kieler Gesellschaft für Filmmusikforschung wurde 2006 an der Christian-Albrechts-Universität zu Kiel von Wissenschaftlern aus Musik- und Medienwissenschaft gegründet.
Die wissenschaftliche Gesellschaft organisiert jährliche Tagungen sowie zusätzliche internationale Konferenzen zu Themen wie Jazz im Film (2011), Silent Film Sound (2013) oder Music in TV Series (2015). Die Gesellschaft gibt ein frei zugängliches Online-Journal, die Kieler Beiträge zur Filmmusikforschung heraus, das unregelmäßig erscheint und bislang 11 Ausgaben publiziert hat. Forschungsergebnisse und Beiträge werden auch als Sammelbände veröffentlicht.
Das Institut gilt als wichtige Einrichtung der deutschsprachigen Filmmusikforschung und hat auf seinen Symposien immer wieder erfolgreich die Kommunikation mit Vertretern der filmischen und musikalischen Praxis gefördert.

## Sammelbände der Kieler Tagung
- Tarek Krohn, Willem Strank: Film und Musik als multimedialer Raum. Schüren, Marburg 2012, ISBN 978-3-89472-767-3.
- Willem Strank, Claus Tieber: Jazz im Film. Beiträge zu einem intermedialen Phänomen.  Lit Verlag, Münster 2014, ISBN 978-3-643-50614-6.
- Claus Tieber, Anna Katharina Windisch: The Sound of Silent Films. New Perspectives on the History, Theory and Practice. Palgrave,   Hampshire 2014, ISBN 978-1-137-41071-9.